# シアン酸銀
シアン酸銀は、化学式：AgOCNで表される銀のシアン酸塩である。灰色がかったベージュ色の粉末である。雷酸銀(I)(化学式：AgCNO)の異性体であるが、爆発性は無い。
空間群P21/mの結晶構造を持つ単結晶で、パラメーターa = 547.3 pm, b = 637.2 pm, c = 341.6 pm 、β = 91°である。

## 合成
硝酸銀(I)とシアン酸カリウムか尿素の反応によって合成される。
{\displaystyle \mathrm {AgNO_{3}+KOCN\longrightarrow AgOCN\downarrow +\ KNO_{3}} }
{\displaystyle \mathrm {AgNO_{3}+H_{2}N{\text{-}}C(O){\text{-}}NH_{2}\longrightarrow } } {\displaystyle \mathrm {AgOCN\downarrow +\ NH_{4}NO_{3}} }
硝酸と反応させると、硝酸アンモニウムと二酸化炭素が生成される。
{\displaystyle \mathrm {AgOCN+2HNO_{3}+H_{2}O\longrightarrow } }
{\displaystyle \mathrm {AgNO_{3}+CO_{2}\uparrow +\ NH_{4}NO_{3}} }